# Buchnera simplex
Buchnera simplex là loài thực vật có hoa thuộc họ Cỏ chổi. Loài này được (Thunb.) Druce mô tả khoa học đầu tiên năm 1916.